# کشتی سان خوان باتیستا
کشتی سان خوان باتیستا (انگلیسی: San Juan Bautista) یکی از اولین کشتی‌های قایقرانی به سبک غربی است که ژاپن ساخته شده بود. این کشتی در سال ۱۶۱۴ از اقیانوس آرام گذشت. این کشتی بادبانی به سبک کشتی اسپانیایی گالئون ساخته شده است و در ژاپن به نام نانبان سن نامیده می‌شود.
این کشتی در اولین سفر خود در ۲۸ اکتبر ۱۶۱۳ در یک مأموریت دیپلماتیک ۱۸۰ نفر ژاپنی، به عنوان فرستادگان پل پنجم، به رهبری هاسه‌کورا تسونه‌ناگا مسیحی مذهب و به همراه کشیش اسپانیایی لوئیس سوتلو را حمل کرد و در تاریخ ۲۵ ژانویه ۱۶۱۴ به آکاپولکو در مکزیک رسید. هاسه‌کورا تسونه‌ناگا در ادامه سفرش با کشتی دیگری به اروپا رفت و در نهایت به روم رسید.
کشتی سان خوان باتیستا پس از یک سال و سه ماه توقف در مکزیک به ژاپن برگشت. کشیش مسیحی بنام دیگو د سانتا کاتالینا به همراه گروهی وابسته به راهبان فرانسیسکن با این کشتی راهی ژاپن شد و کشتی در ۱۵ اوت ۱۶۱۴ در اوراگا، کاناگاوا پهلو گرفت.